# تاپ چنل
تاپ چنل (انگلیسی: Top Channel) شرکت رسانه‌ای آلبانیایی است، که در سال ۲۰۰۱ تأسیس شد.